# Mannosio 6-fosfato
Il mannosio 6-fosfato (M6P) è un estere fosforilato del mannosio. Questa molecola è un target di alcuni precursori proteici (propeptidi) delle idrolasi acide che sono destinati ai lisosomi. Una molecola di M6P è inoltre aggiunta su alcune molecole nelle modificazioni che queste subiscono nell'apparato di Golgi. Nello specifico, in una reazione che coinvolge uridina difosfato (UDP) e N-acetilglucosammina, l'enzima N-acetilglucosammina-1-fosfato transferasi catalizza la glicosilazione dei residui di asparagina con il mannosio 6-fosfato. Dopo essere state glicosilate con il mannosio 6-fosfato, le proteine così formate passano dalla porzione cis- alla porzione trans- dell'apparato di Golgi, dove lo stesso M6P viene riconosciuto e legato dal recettore del mannosio 6-fosfato; il riconoscimento avviene ad un pH compreso tra 6,5 e 6,7.
Questa molecola è presente sulla parete cellulare di molti batteri; essa viene intercettata dalla proteina legante il mannosio la quale, unita a una lectina, permette l'attivazione del sistema del complemento nell'ambito della risposta immunitaria innata.
Gli enzimi lisosomiali glicosilati con il mannosio 6-fosfato vengono trasportati dagli endosomi tardivi attraverso il sistema di trasporto vescicolare. Molte terapie enzimatiche sviluppate per i pazienti affetti da malattie da accumulo lisosomiale permettono questo meccanismo di glicosilazione e di successivo trasporto degli enzimi, che altrimenti, per via della condizione patologica presente, non si verificherebbe o non avrebbe la necessaria efficienza. Il pH leggermente acido degli endosomi tardivi (attorno a 6,0) provoca la dissociazione del mannosio 6-fosfato dal suo recettore. Dopo questa separazione, gli enzimi vengono trasportati alla loro sede finale, i lisosomi. I recettori vengono inglobati da apposite vescicole prodotte dall'endosoma tardivo e vengono riportati sulla facciata trans- dell'apparato di Golgi, cosicché possano essere impiegati in ulteriori attività di riconoscimento e di trasporto endocellulare.
Il M6P viene convertito in fruttosio 6-fosfato dalla mannosio fosfato isomerasi.